# Guido May

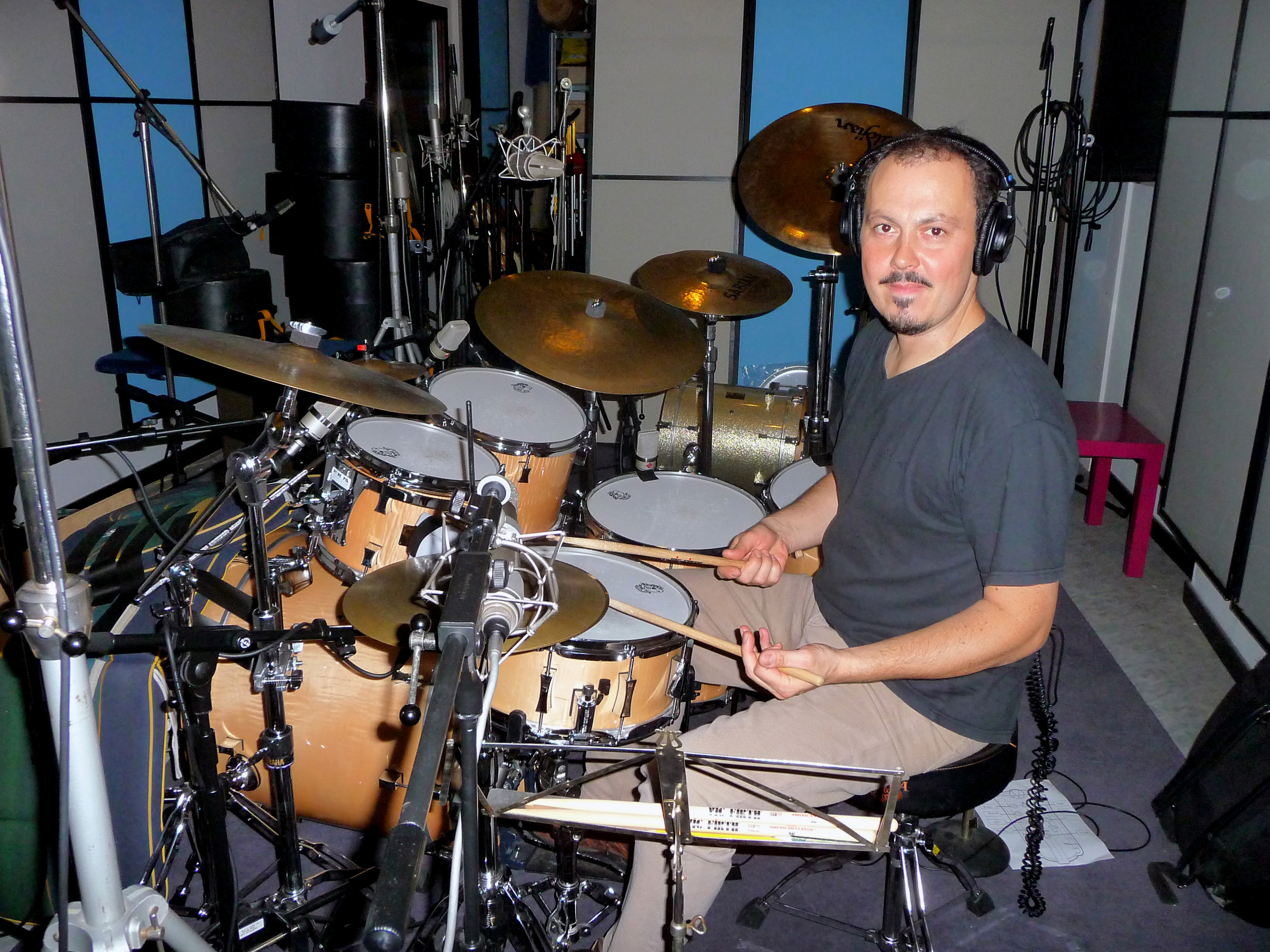
Guido May im Studio bei der Aufnahme der CD Tenoration von Pee Wee Ellis November 2010

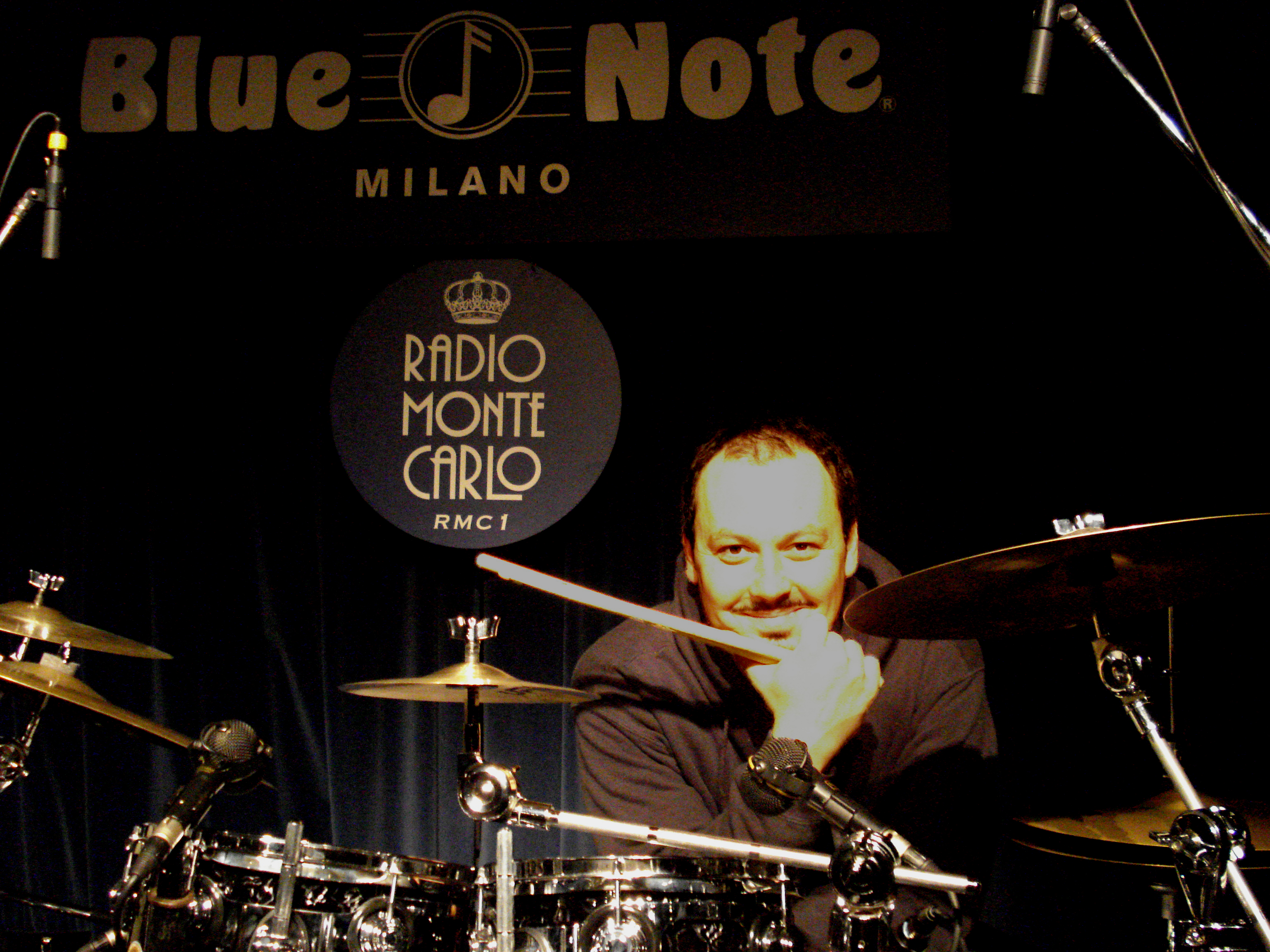
Guido May im Jazzclub Blue Note, Milano 2007

Guido May (* 18. August 1968 in Bad Reichenhall) ist ein deutscher Schlagzeuger.

## Biographie
Mit 15 Jahren begann er Schlagzeug zu spielen. Danach studierte er zwei Jahre lang an der Drummers-Focus-Schlagzeugschule in München. 1985 bis 1988 besuchte er Jazzworkshops in Burghausen, Ingolstadt, Erlangen und den Studiengang für Popularmusik in Hamburg. 1989 ging er nach New York und war am Vermont Jazz Center unter der Leitung von Attila Zoller. 1991 gewann er den ersten Preis bei den Leipziger Jazztagen. 1996 machte er seine ersten Aufnahmen mit Peter O’Mara, Johannes Enders, Rick Keller und Pee Wee Ellis mit anschließender Europa-Tournee. 1997 Tourneen mit Barbara Dennerlein, Mose Allison incl. Internationale Jazzwoche Burghausen. 1998 war er im Finale des „Hennessy Jazz Search“ mit der Peter O’Mara Band. 1999 Tourneen mit Peter Fessler und Wolfgang Schmids „Kick“. 2000 war er Gewinner des „Hennessy Jazz Search“ mit der Band „Cafe du Sport“. Eine Produktion mit den Bamberger Symphonikern feat. Kenny Wheeler schloss sich an. Auf Tourneen begleitete er die „New York Voices“ und das Pee Wee Ellis „Assembly“ feat. Fred Wesley. 2005 war er auf West-Afrika-Tournee mit „Cafe du Sport“ organisiert vom Goethe-Institut. 2007 Konzerte mit dem Antonio Faraò Trio feat. Franco Ambrosetti und Tourneen mit dem Pee Wee Ellis „Assembly“, sowie der Reunion der „J.B.-Horns“ zusammen mit Maceo Parker. Indien Tournee mit „Café du Sport“.

## Bands / Projekte
Guido May ist vor allem im Jazz und Funk zuhause.
- Pee Wee Ellis „Assembly“ feat. Fred Wesley
- Martin Scales „Conspiracy“
- Christian Elsässer Trio
- Peter O’Mara Trio
- „Café du Sport“ mit Frank Lauber, Bruno Müller, Christian von Kaphengst
- Biboul Darouiche „Soleil Bantu“
- „Guido May 4tet“
- „Al Porcino Big Band“

## Zusammenarbeit
Guido May arbeitete mit Musikern unterschiedlichster Stile, wie z. B. Johnny Griffin, Karl Ratzer, Kenny Wheeler, Bob Berg, Bobby Shew, Rick Margitza, Chico Freeman, Sven Faller, Leni Stern, Jason Rebello, Claudio Roditi, Jay Ashby, Don Menza, Benny Bailey, Bob Degen, Charlie Mariano, Adrian Mears, Johannes Enders, Till Brönner, Helmut Kagerer, Peter Wölpl, Klaus Doldinger oder mit Danino und David Weiss.

## Fernseh- und Rundfunkproduktionen
- Pee Wee Ellis / Ohne Filter Extra, 1997
- Thilo Wolf Big Band „Swing It“ feat. John Pizzarelli, Barbara Dennerlein, 1998
- Peter Fessler / Stuttgarter Jazz Open, 1999
- hr-Bigband feat. Benny Bailey u. Don Menza / hr, 1999
- Antonio Faraò Trio / Leverkusener Jazztage, 2007

## Diskographische Hinweise
Unter eigenem Namen
- 2013 – Guido May G-Strain (Radau Records) – Peter O’Mara (git), Adrian Mears (tb), Patrick Scales (b)
- 2022 - Guido May "Flow" Mons Records, Jure Pukl Ten Sax, Marco Churnchetz Piano, Ameen Saleem Bass, Guido May drums.

Mit anderen Künstlern (Auswahl)
- 1996 – Pee Wee Ellis A New Shift (Minor Music) – Fred Wesley (tb), Roberto di Gioia (p), Martin Scales (g), Patrick Scales (b)
- 1997 – O’Mara/Sieverts/May Too Early for This World (Edition Collage)
- 1999 – Jürgen Seefelder/Thomas Stabenow/Guido Horn Straight Horn (Enja)
- 2000 – Jenny Evans Gonna Go Fishin'  (Enja)
- 2001 – Joe Kienemann Amsel, Drossel, Swing & Funk (yvp music)
- 2002 – Café du Sport Café du Sport (Minor Music)
- 2003 – Cafe du Sport 2nd Service (Minor Music)
- 2011 – Pee Wee Ellis, Tenoration (Art of Groove – MIG-Music)
- 2013 – Pee Wee Ellis The Spirit of Christmas (Minor Music)
- 2018 – Brändle • Schwager • May: Simplicity (Organic Music)